# الطويلعة (الرقة)
الطويلعة قرية سورية تتبع ناحية مركز الرقة في منطقة مركز الرقة في محافظة الرقة. بلغ عدد سكانها 196 نسمة في عام 2004 حسب إحصاء المكتب المركزي للإحصاء.